# Зимни олимпийски игри 1988
Петнадесетите зимни олимпийски игри се провеждат в Калгари, Канада от 13 до 28 февруари 1988 г. Другите градове, кандидатирали се за домакинство, са Фалун и Кортина д'Ампецо.
За пръв път зимните игри са 16 дни. Към алпийските ски са прибавени още 2 дисциплини – супер гигантски слалом и комбинация.
Игрите се прочуват и с участието на ямайски отбор по бобслей и първия британски ски скачач Еди Едуардс – „Орела“, който става популярен с двете си последни места на малката и голямата шанца. На церемонията по закриването президентът на МОК Хуан Антонио Самаранч го упоменава в речта си с думите „На тези олимпийски игри някои извоюваха злато, други поставиха рекорди, а един човек полетя като орел“. Така той е единственият спортист лично упоменат в заключителната реч на президента на МОК. 

## Важни моменти
- Финландецът Мати Никенен доминира в ски скоковете и печели три златни медала. [1]
- Алберто Томба печели два златни медала в алпийските ски. [1]
- Холандката Ивон ван Генип печели три златни медала в бързото пързаляне с кънки. [1]
- Спортовете кърлинг, ски свободен стил и шорттрек са демонстративни.
- За пръв път закриването на зимна олимпиада се провежда на стадиона, на който е било откриването.
- В ски бягането СССР печели пет златни и общо петнадессет медала. [1]

## Медали
| Витрина |             |       |        |       |      |
| Място   | Държава     | Злато | Сребро | Бронз | Общо |
| 1       | СССР        | 11    | 9      | 9     | 29   |
| 2       | ГДР         | 9     | 10     | 6     | 25   |
| 3       | Швейцария   | 5     | 5      | 5     | 15   |
| 4       | Финландия   | 4     | 1      | 2     | 7    |
| 5       | Швеция      | 4     | 0      | 2     | 6    |
| 6       | Австрия     | 3     | 5      | 2     | 10   |
| 7       | Нидерландия | 3     | 2      | 2     | 7    |
| 8       | ФРГ         | 2     | 4      | 2     | 8    |
| 9       | САЩ         | 2     | 1      | 3     | 6    |
| 10      | Италия      | 2     | 1      | 2     | 5    |

## Българско участие
България изпраща 27 спортисти. Нито един от тях не стига до медалите. 

## Дисциплини
| - Бобслей - Хокей на лед - Фигурно пързаляне - Ски бягане - Пързаляне с едноместна шейна | - Бързо пързаляне с кънки - Северна комбинация - Ски скокове - Ски алпийски дисциплини - Биатлон |

### Демонстративни спортове
- Кърлинг
- Ски свободен стил
- Шорттрек